# جو رگالبوتو
جو رگالبوتو (انگلیسی: Joe Regalbuto؛ زادهٔ ۲۴ اوت ۱۹۴۹) کارگردان تلویزیونی، بازیگر تلویزیون، و بازیگر سینما اهل ایالات متحده آمریکا است. وی از سال ۱۹۷۷ میلادی تاکنون مشغول فعالیت بوده‌است.
از فیلم‌ها یا برنامه‌های تلویزیونی که وی در آن نقش داشته‌است می‌توان به انتقام منصفانه، گمشده، اتاق ستاره، مورفی براون، مرد هانکیتانک، شوک بطری، لاسیتر، سیسیلی‌ها و شمشیر و جادوگر اشاره کرد.